# Демидов (Наровлянский район)
Демидов (бел. Дзямідаў) — агрогородок в Головчицком сельсовете Наровлянского района Гомельской области Беларуси.
Около деревни месторождение железняка. На севере урочище Згонский лес, на востоке урочище Городище.

## География

### Расположение
В 29 км на юго-запад от Наровли, 28 км от железнодорожной станции Ельск (на линии Калинковичи — Овруч), 207 км от Гомеля.

### Гидрография
На реке Словечна (приток реки Припять).

### Транспортная сеть
Планировка состоит из длинной криволинейной, широтной улицы, к которой в центре с юга и севера присоединяются строения, не оформленные в отдельные улицы. Застройка двусторонняя, деревянная, усадебного типа.
На автодороге Гажин — Наровля.

## История
По письменным источникам известна с XVI века как деревня Демидовичи в Мозырском повете Минского воеводства Великого княжества Литовского, шляхетская собственность. После 2-го раздела Речи Посполитой (1793 год) в составе Российской империи. Действовала рудоплавильня, которая давала 7-9 пудов металла в день. В конце XVIII века построена деревянная Рождества-Богородицкая церковь (в ней хранились метрические книги с 1800 года). Работали мельница и рудоплавильня. В 1825 году деревню у Гольстов купил С. И. Горват. В 1864 году открыто народное училище. В 1885 году работали церковь, железоплавильный завод, водяная мельница. Согласно переписи 1897 года действовали церковь, церковно-приходская школа, хлебозапасный магазин. В 1908 году в Наровлянской волости Речицкого уезда Минской губернии.
С 20 августа 1924 года до 16 июля 1954 года центр Демидовского сельсовета Наровлянского района Мозырского (до 26 июля 1930 года и с 21 июня 1935 года по 20 февраля 1938 года) округа, с 20 февраля 1938 года Полесской, с 8 января 1934 года Гомельской областей. В 1930 году организован колхоз «Ударник», работала водяная мельница (с 1914 года). Начальная школа в 1930-х годах преобразована в 7-летнюю. Во время Великой Отечественной войны действовала подпольная группа (руководитель И. Смыковский). В июле 1943 года немецкие оккупанты сожгли 129 дворов и убили 7 жителей. 76 жителей погибли на фронте. Согласно переписи 1959 года центр совхоза «Дружба». Располагались лесничество, швейная мастерская, 9-летняя школа, клуб, библиотека, детский сад, фельдшерско-акушерский и ветеринарный пункты, отделение связи, 2 магазина.
В 2009 году деревня Демидов преобразована агрогородок.

## Население

### Численность
- 2004 год — 121 хозяйство, 284 жителя.

### Динамика
- 1795 год — 36 дворов.
- 1885 год — 158 жителей.
- 1897 год — 59 дворов 232 жителя (согласно переписи).
- 1908 год — 85 дворов, 614 жителей.
- 1940 год — 130 дворов.
- 1959 год — 538 жителей (согласно переписи).
- 2004 год — 121 хозяйство, 284 жителя.

## Культура
Расположены Дом культуры, библиотека

## Известные уроженцы
- И. В. Дуда — доктор медицинских наук, профессор[2]
- Жигамонт Юрий Владимирович — белорусский актёр и телеведущий